# Monika Baumgartl
Monika Baumgartl (* 1942 in Prag, Protektorat Böhmen und Mähren) ist eine deutsche Fotografin, Performance-Künstlerin und Vertreterin der Konkreten Fotografie.

## Leben und Werk
Vier Viertelstunden in zwei Stunden, Mond mit Jupiter von Monika Baumgartl (1976) aus dem Bestand der Staatsgalerie Stuttgart

Link zum Bild

Monika Baumgartl machte von 1966 bis 1968 eine Fotografenausbildung in Hofheim am Taunus. Anschließend zog sie nach Düsseldorf, arbeitete als Schauspielerin (u. a. Mitglied von Die Bühne) und war Assistentin des deutschen Filmemachers und Videogaleristen Gerry Schum. Seit 1970 ist sie als Fotokünstlerin tätig. Von 1970 bis 1976 veranstaltete sie Performances und gemeinsame Ausstellungen zusammen mit Klaus Rinke.
Monika Baumgartl hatte im Jahr 1974 ihre erste Einzelausstellung. Ihre Fotografien sind fast ausschließlich Nachtaufnahmen. Sie war Teilnehmerin der Documenta 5 in Kassel im Jahr 1972 in der Abteilung Individuelle Mythologien: Selbstdarstellung – Performances – Activities – Changes und auch auf der Documenta 6 im Jahr 1977 als Künstlerin vertreten. Seit den 1980er Jahren arbeitet sie als Ausbilderin für Stepptanz und Taiko-Trommeln.
Sie lebt und arbeitet in Düsseldorf.